# Tim Forsyth
Timothy Charles "Tim" Forsyth (Mirboo North, Victoria, 17 de agosto de 1973) é um antigo atleta australiano, especialista em salto em altura, que participou em três edições olímpicas (1992, 1996 e 2000). A sua melhor marca pessoal é de 2.36 m, realizada em Melbourne, no dia 2 de março de 1997.

## Carreira
O seu primeiro sucesso internacional foi a conquista da medalha de prata nos Campeonatos Mundiais de Juniores de 1990, realizados em Plovdiv, na Bulgária, ao transpor a fasquia de 2.29 m. Dois anos depois haveria de repetir esse feito, em Seul 1992, desta vez com um salto a 2.31 m. Nesse mesmo ano, a sua primeira participação olímpica, nos Jogos de Barcelona 1992, dava-lhe a medalha de bronze, atrás do cubano Javier Sotomayor e do sueco Patrik Sjöberg e ex-aequo com o polaco Artur Partyka e com o norte-americano Hollis Conway. Todos estes cinco atletas terminaram o concurso com a marca de 2.34 m, mas o cubano e o sueco tiveram vantagem sobre os restantes, por terem sofrido menos insucessos nas alturas inferiores.
Em 1994 Forsyth sagrou-se campeão da Commonwealth, em Victoria (Canadá), com a marca de 2.32 m. No mesmo ano, em representação da seleção da Oceânia, obtinha o segundo lugar na prova de salto em altura da Taça do Mundo de 1994.
A segunda participação olímpica, nos Jogos de Atlanta 96, saldou-se por uma nova presença na final, mas desta feita longe das medalhas (7º lugar, com 2.32 m). Em 1997 arrebata a medalha de bronze nos Campeonatos Mundiais de Atenas, com um salto a 2.35 m, ficando apenas atrás de Sotomayor (2.37 m) e Partyka (também com 2.35 m).